# West Buckland
West Buckland is een civil parish in het bestuurlijke gebied Somerset West and Taunton, in het Engelse graafschap Somerset met 1189 inwoners.